# Eryan (sockenhuvudort i Kina, Hubei Sheng, lat 32,62, long 110,78)
Eryan (kinesiska: 二堰, 二堰街道) är en sockenhuvudort i Kina. Den ligger i provinsen Hubei, i den centrala delen av landet, omkring 400 kilometer nordväst om provinshuvudstaden Wuhan. Antalet invånare är 122 898. Befolkningen består av 61 184 kvinnor och 61 714 män. Barn under 15 år utgör 13,0 %, vuxna 15-64 år 81 %, och äldre över 65 år 4,0 %.
Runt Eryan är det tätbefolkat, med 493 invånare per kvadratkilometer. Närmaste större samhälle är Shiyan, 2,9 km norr om Eryan. I omgivningarna runt Eryan växer i huvudsak blandskog.
Genomsnittlig årsnederbörd är 964 millimeter. Den regnigaste månaden är augusti, med i genomsnitt 166 mm nederbörd, och den torraste är december, med 8 mm nederbörd.